# 卢卡·津科
卢卡·津科（Luka Žinko，1983年3月23日—）是一名斯洛文尼亚足球运动员，现在效力于中国足球超级联赛球队杭州绿城，司职后腰。

## 俱乐部生涯
2013年6月，津科加盟中国足球超级联赛球队杭州绿城。7月6日，他在代表杭州绿城的首场正式比赛即取得进球，帮助球队2比2战平长春亚泰。